# Diathraustodes amoenialis
Diathraustodes amoenialis är en fjärilsart som beskrevs av Hugo Theodor Christoph 1881. Diathraustodes amoenialis ingår i släktet Diathraustodes och familjen Crambidae. Inga underarter finns listade i Catalogue of Life.